# Sciophila varia
Sciophila varia är en tvåvingeart som först beskrevs av Johannes Winnertz 1863.  Sciophila varia ingår i släktet Sciophila och familjen svampmyggor. Arten är reproducerande i Sverige. Inga underarter finns listade i Catalogue of Life.